# Olga Potthast von Minden
Olga Caecilie Elisabeth Potthast (* 19. Juli 1869 in Sanderbusch; † 23. Juni 1942 in Varel, geborene  Olga Caecilie Elisabeth von Minden) war eine deutsche Porträt- und Landschaftsmalerin. Ihre Arbeiten wurden in viele Länder, beispielsweise nach Großbritannien, Russland, USA und nach Afrika verkauft.

## Leben

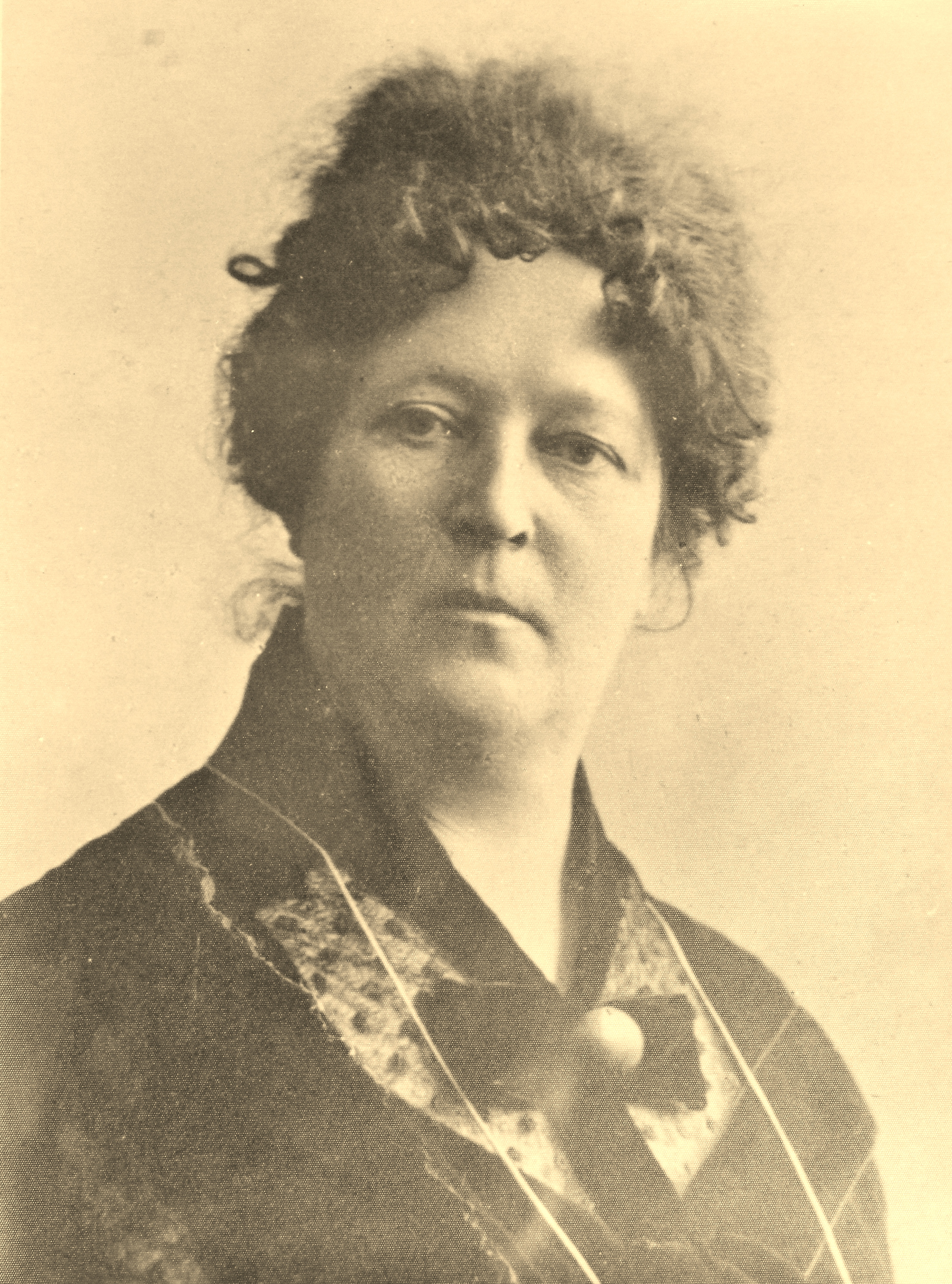
Olga Potthast von Minden, um 1910 (Fotografie)

Olga Potthast von Minden wuchs als Tochter des Bahnbediensteten Carl Lüder von Minden und dessen Ehefrau Marie Louise, geborene Rahmann in Varel auf.
Am 4. Januar 1890 heiratete sie in Varel den Kaufmann Adolf Friedrich Potthast (1865–1928). Aus dieser Ehe stammte die Tochter Ellen Potthast (1891–1972), die ihre Mutter später bei der Malerei unterstützte, jedoch auch selbst als Landschaftsmalerin tätig war.
Da malenden Frauen um 1900 ein reguläres Studium an einer Kunsthochschule in aller Regel verwehrt wurde, erfolgte auch Potthast von Mindens Ausbildung, soweit feststellbar, ausschließlich in privaten Ateliers einzelner Maler, zunächst in Oldenburg, im weiteren Verlauf in Dresden, Hamburg und Berlin, dort angeblich auch bei dem berühmten und einflussreichen Historienmaler Anton von Werner (1843–1915). Olga Potthast von Mindens Schwerpunkt war zunächst die Porträtmalerei, bevor sie sich als Schülerin von Julius Preller (1834–1914) in Varel fast ausschließlich der Landschaftsmalerei zuwandte. Mit Blick auf ihren sozialen Status und ihre gesellschaftliche Rolle als Kunstmalerin ist Potthast von Minden – vergleichbar mit Zeitgenossinnen wie Paula Modersohn-Becker,
Gabriele Münter, Emma Ritter, Hermine Overbeck-Rohte und vielen anderen – zu den Frauen zu zählen, die in Teilen der Gesellschaft als Malweiber bezeichnet bzw. diffamiert wurden.

## Schaffen
Aus der ersten Phase ihres Schaffens sind zahlreiche Porträts bekannt. Die Motive für ihre Landschaftsbilder fand sie teils auf ausgedehnten Studienreisen, von denen sie einige zusammen mit Julius Preller unternahm. Ziele waren u. a. die Eifel, die Vogesen und Nord- und Ostseeinseln. 
Den überwiegenden Anteil ihrer Motive suchte sie jedoch in ihrer näheren Heimat, in der Umgebung Varels (Vareler Wald, Mühlenteich, Dangast) sowie der Friesischen Wehde und dem dort liegenden Neuenburger Urwald.
Ein Schlüsselmotiv ist die Darstellung der Großen Allee im Vareler (Stadt-)Wald, die sie im Laufe der Jahre mehrmals aus unterschiedlichen Blickrichtungen und zu verschiedenen Tages- und Jahreszeiten darstellte. Neben einigen anderen Motiven wurde in den 1920er Jahren vor allem ihre Version der Großen Allee im Herbst international durch Reproduktionen bekannt, die durch ein damals neu entwickeltes Vervielfältigungsverfahren dem Originalgemälde täuschend ähnlich sahen. Exemplare dieser Reproduktion der Vareler Allee wurden im Auftrag eines Oldenburger Kunsthändlers von einer Londoner Spezialfirma in europäischen Ländern und in den Vereinigten Staaten unter dem Titel Golden Autumn vertrieben.
Potthast von Mindens Gemälde „Heidelandschaft“ wurde 1906 dem Brautpaar Sophie Charlotte von Oldenburg und Eitel Friedrich von Preußen von den Damen der Stadt- und Landgemeinde Varel als Hochzeitsgeschenk übergeben. Im Jahr 1933 schuf sie ein Porträt des Reichskanzlers Adolf Hitler und schenkte es dem Landesverband Niedersachsen der NS-Kriegsopferversorgung. Es wurde im Büro des Landesführers Heinz Spangemacher aufgehängt.

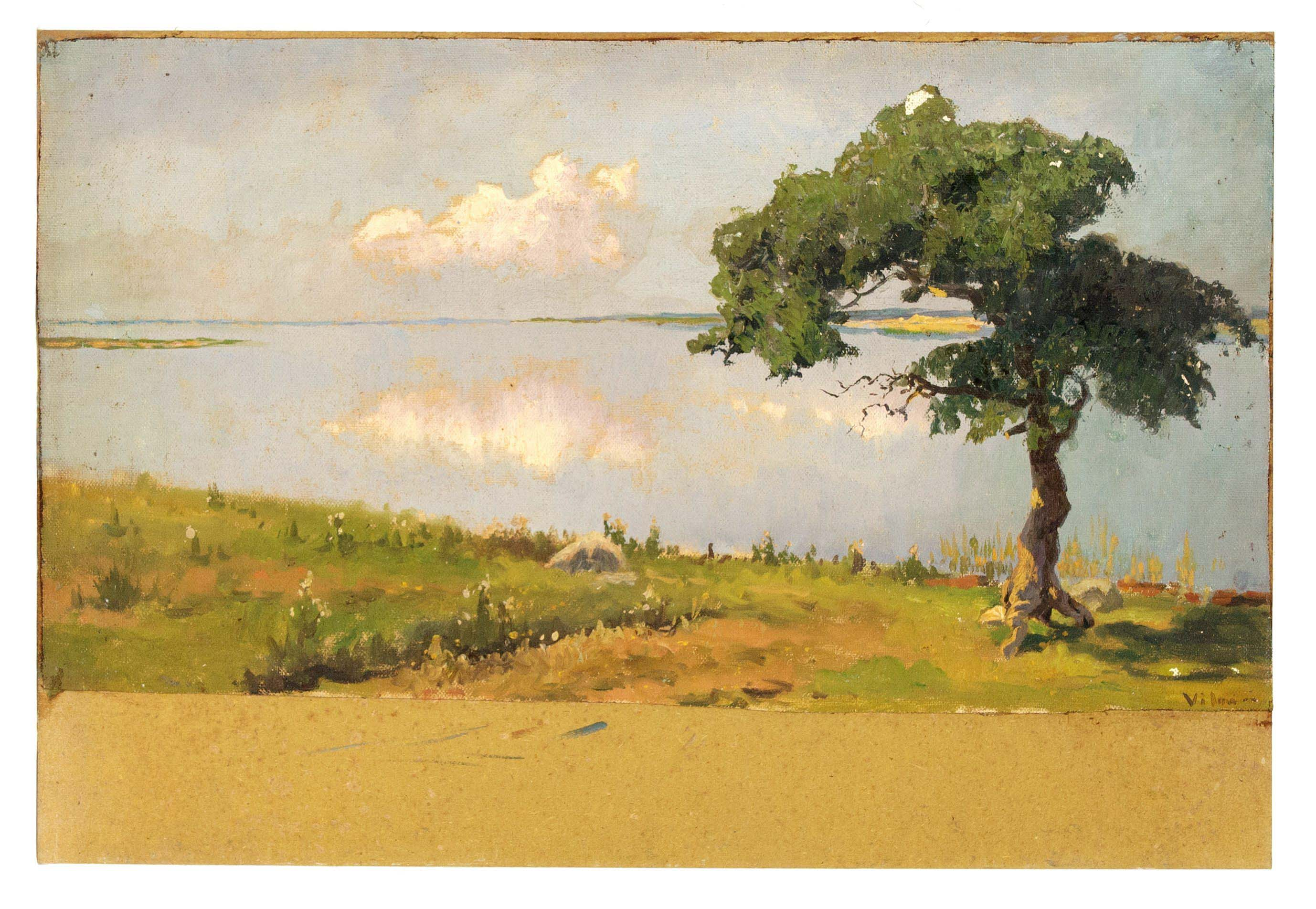
Seeufer bei Vilna
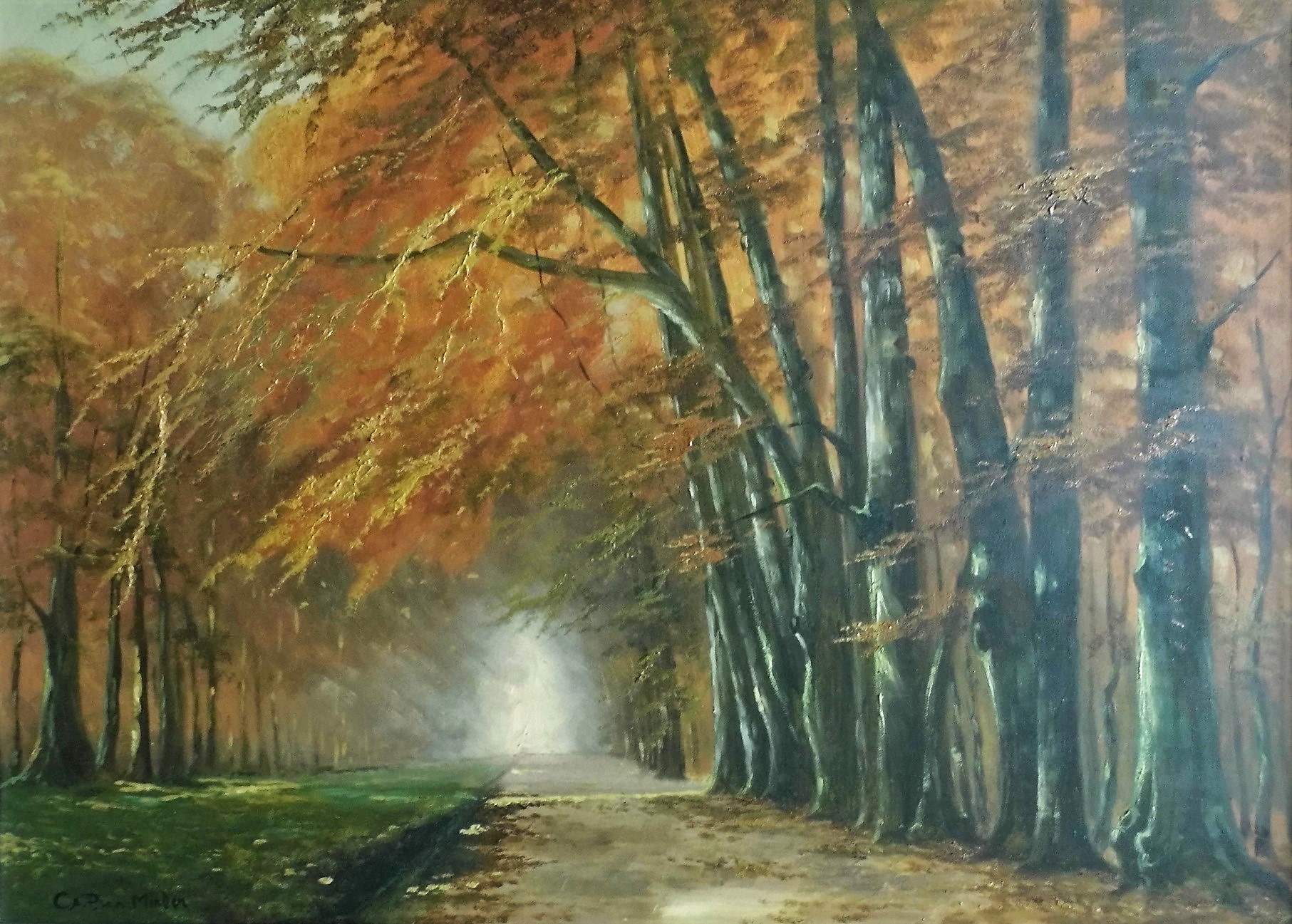
Große Allee
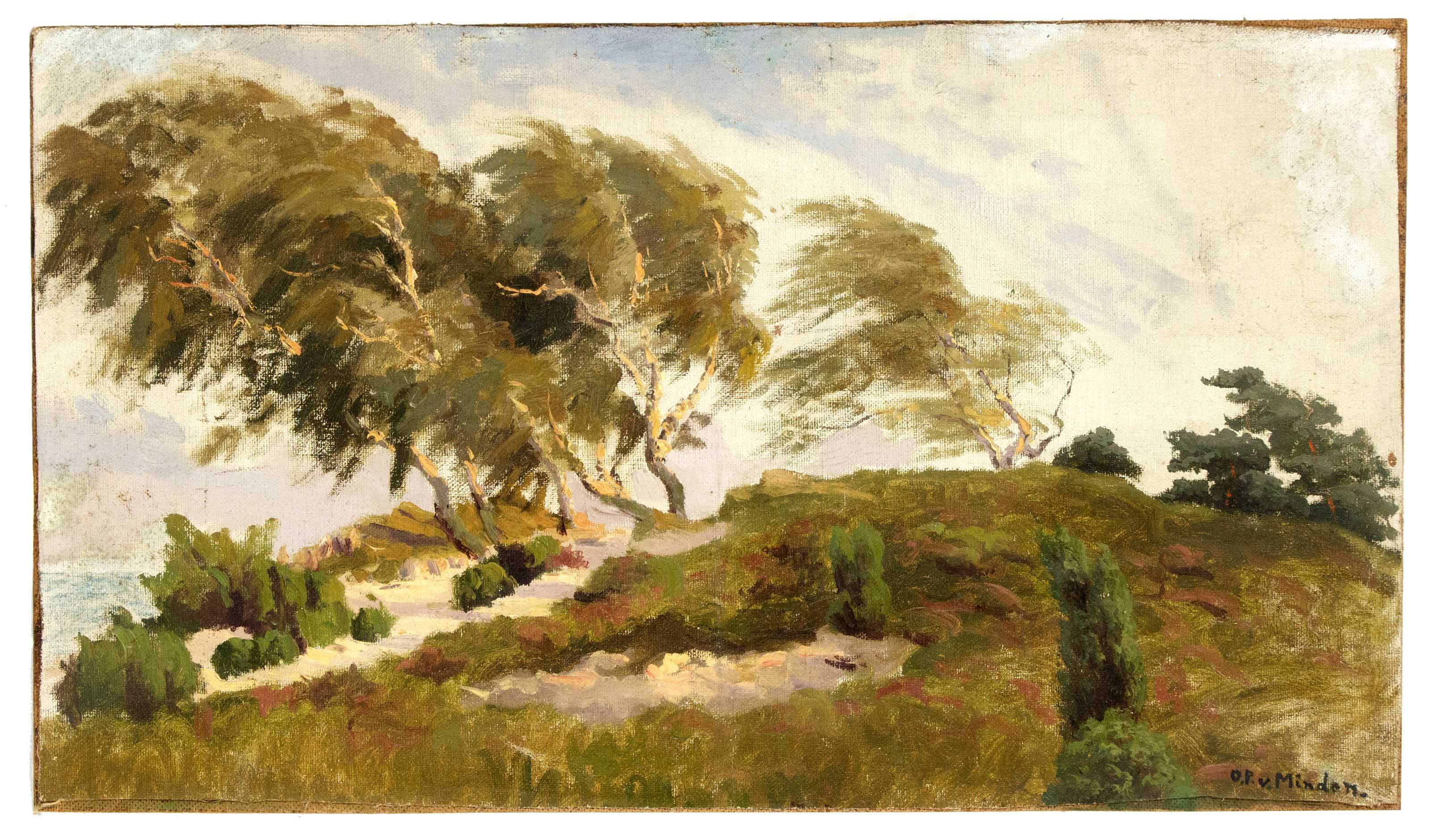
Küstenpartie an der Ostsee
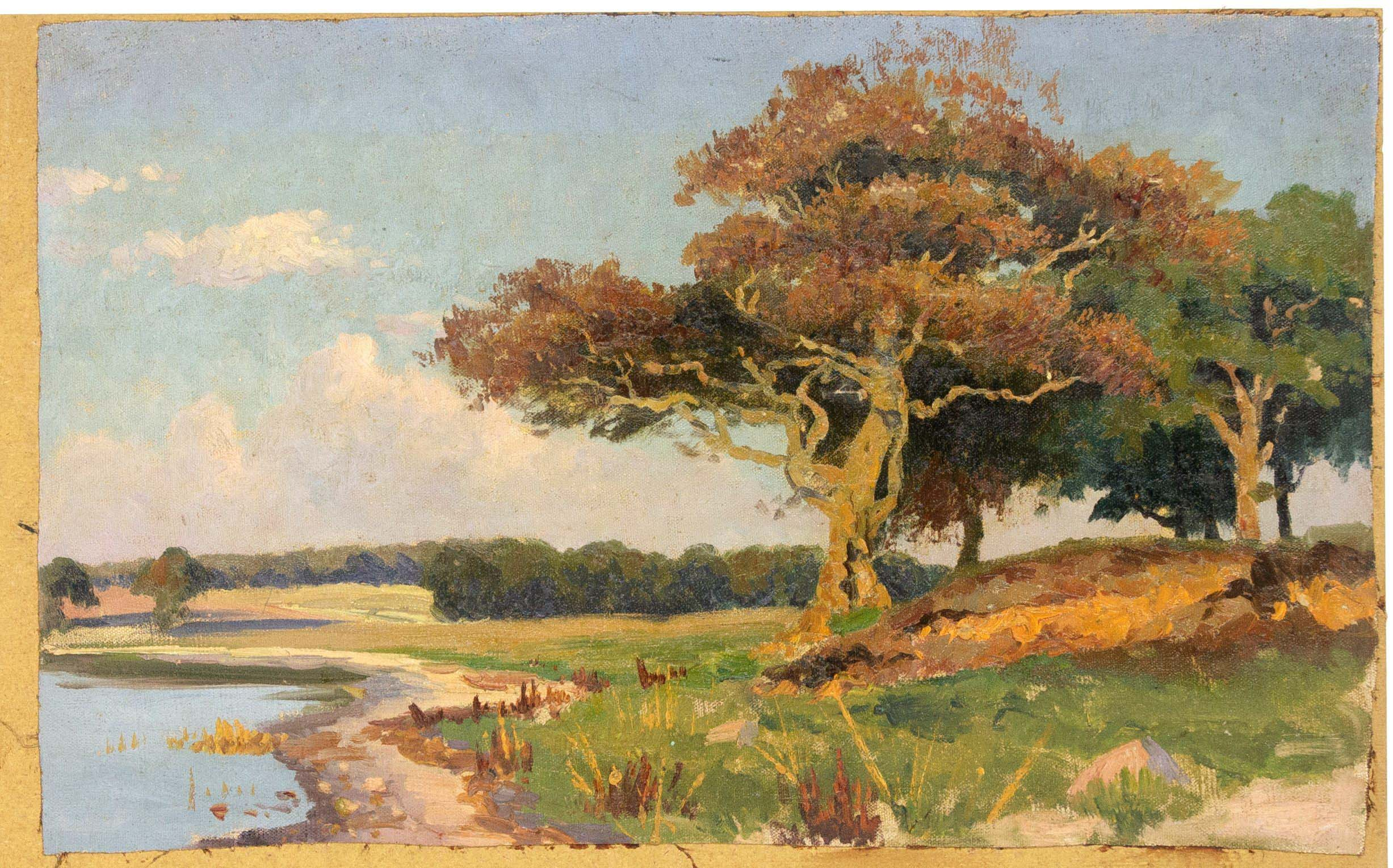
See in Schleswig-Holstein
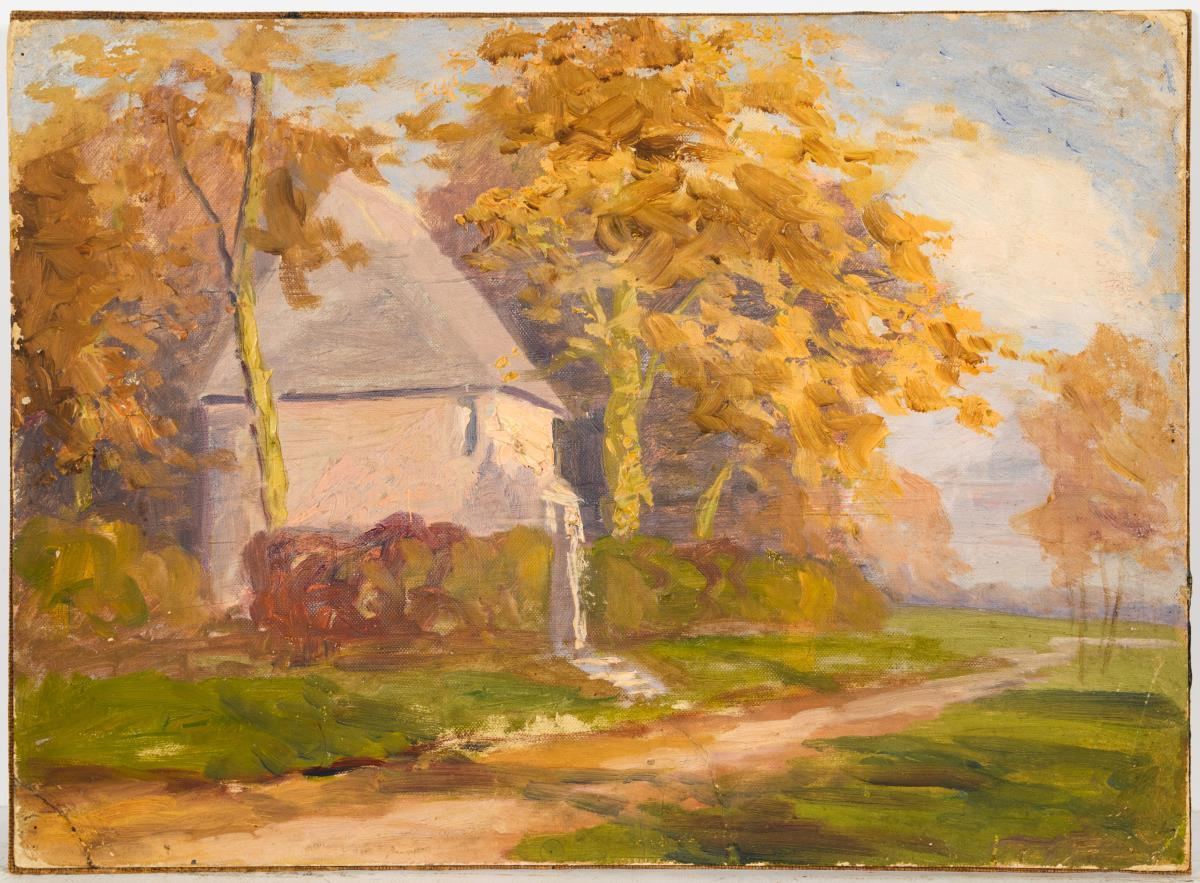
Goethes Gartenhaus in Weimar (undatiert)
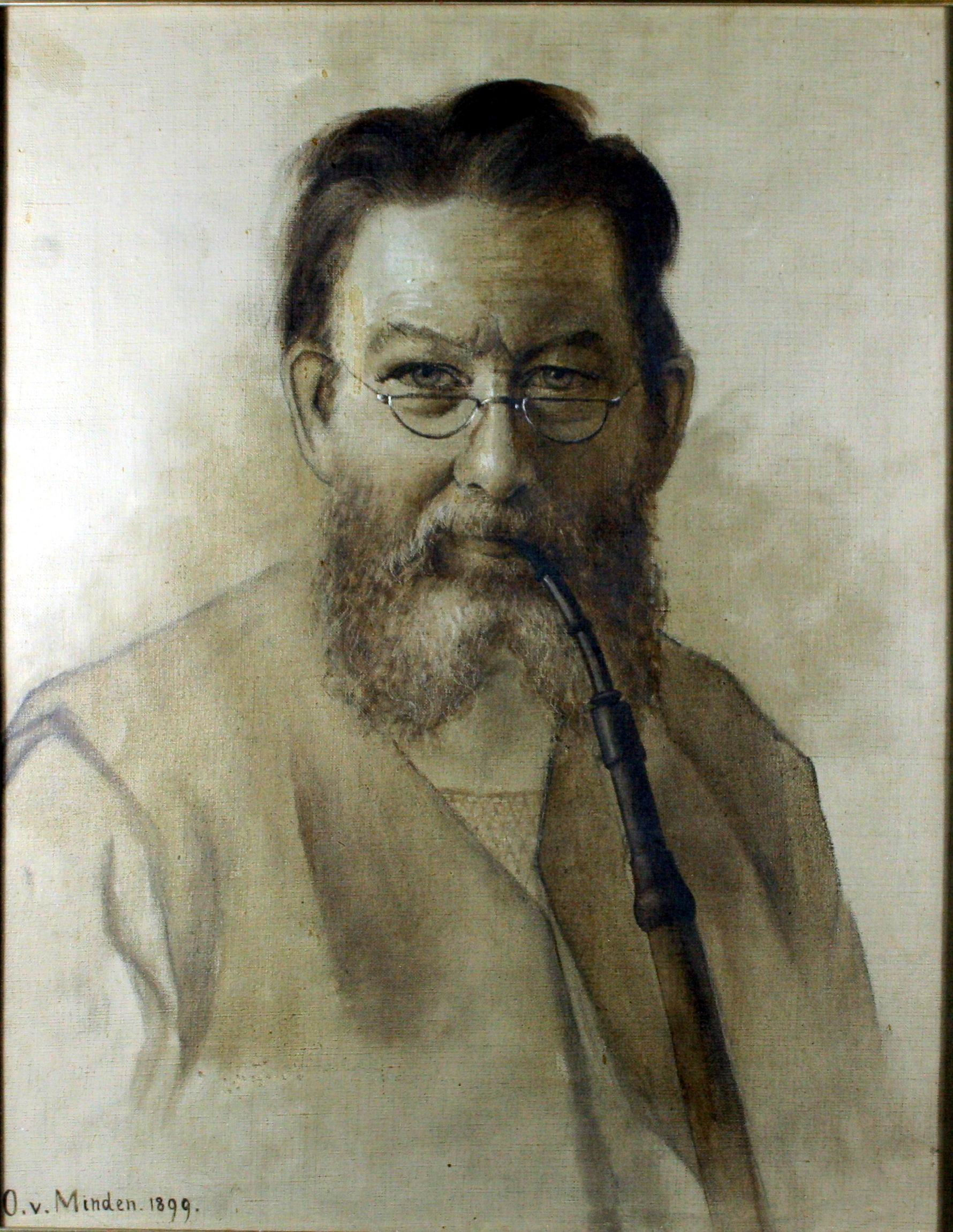
Julius Preller, Porträtzeichnung (1899)

## Ehrungen
- Potthast-von-Minden-Straße in Varel (2014)
- Im Heimatmuseum Varel gehört Olga Potthast von Minden zu den „Zehn bedeutenden Persönlichkeiten“ der Stadt, an die durch ein Porträt, eine Kurzbiografie und einige ihrer Gemälde erinnert wird.